# Chaim Topol
Chaim Topol (en hebreo: חיים טופול) (Tel Aviv, Mandato Británico de Palestina, 9 de septiembre de 1935-Tel Aviv, 8 de marzo de 2023) fue un actor israelí.

## Carrera artística
Fue cantante y actor en la segunda promoción de la compañía artística "Najal" del ejército israelí, cofundador de la compañía "Batzal Yarok" ("cebolla verde"), y luego trabajó en el teatro y en películas de su país, Israel. Su obra más famosa, con la que ganó un Globo de Oro y estuvo nominado al Oscar al mejor actor en 1971 por su papel de Tevye en "Fiddler on the roof"  (en español El violinista en el tejado). Otras de sus más notables apariciones en cine fueron en Galileo (1975), en donde interpretó a Galileo Galilei, Flash Gordon (1980), en donde se le pudo ver como el doctor Hans Zarkov, ayudando a Flash Gordon a luchar contra el malvado Ming el despiadado, y For Your Eyes Only (1981), en donde interpretó el papel de Milos Columbo.

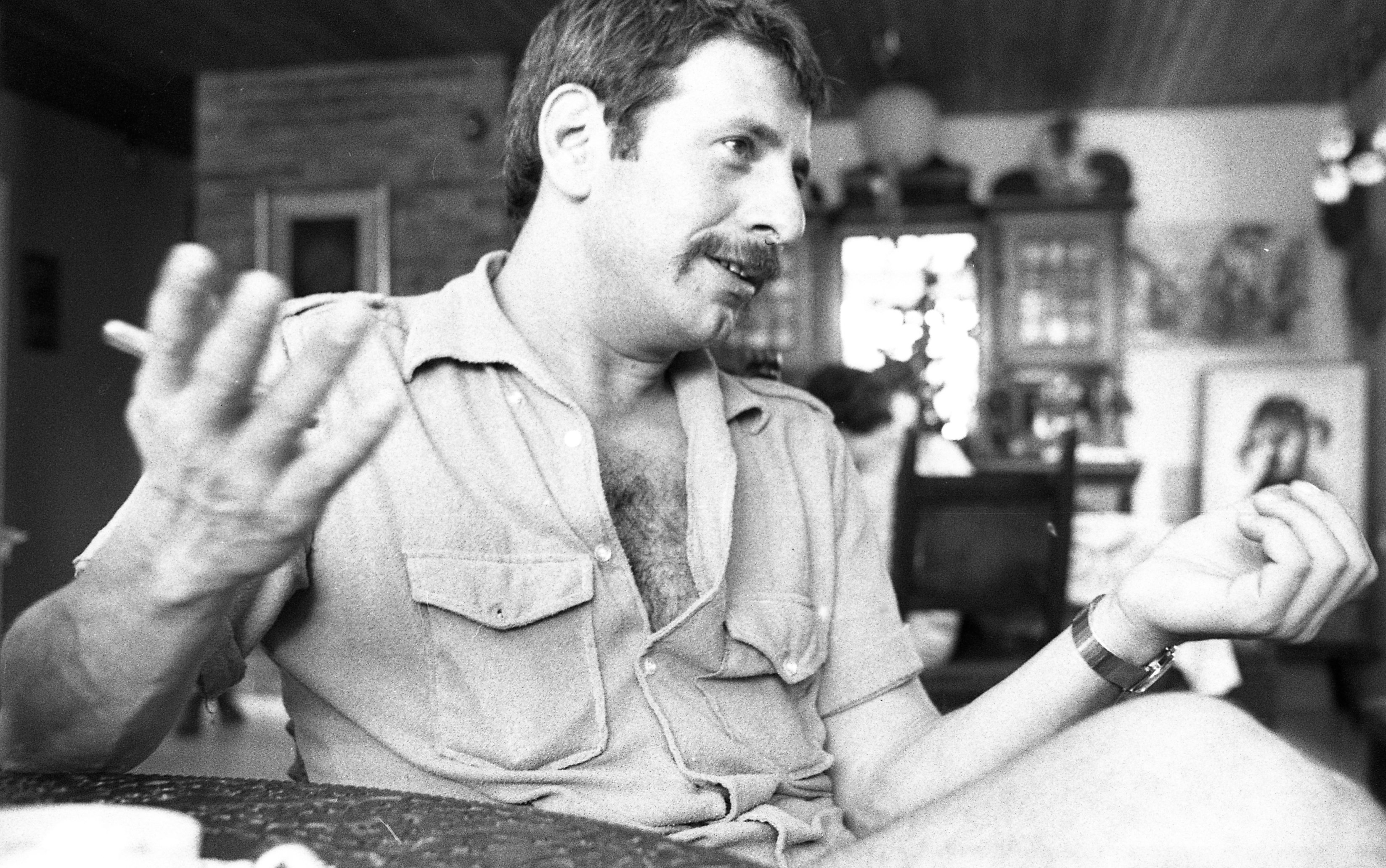
Chaim Topol, 1969

## Filmografía
- El Dorado (1963) - Benny Sherman
- Sallah Shabati (1964) - Sallah Shabbati
- Cast a Giant Shadow (1966) - Abou Ibn Kader
- Ervinka (1967) - Ervinka
- A Talent for Loving (1969)
- Before Winter Comes (1969) - Janovic
- The Going Up of David Lev (1971) (TV) - Chaim
- Ha-Tarnegol (1971)
- Fiddler on the Roof (1971) - Tevye
- The Public Eye (aka Follow Me!) (1972) - Julian Cristoforou
- Galileo (1975) - Galileo Galilei
- The House on Garibaldi Street (1979) (TV) - Michael
- Flash Gordon (1980) - Doctor Hans Zarkov
- For Your Eyes Only (1981) - Milos Columbo
- The Winds of War (1983) (miniserie de TV) - Berel Jastrow.
- Roman Behemshechim (1985) - Effi Avidar
- Queenie (1987) (TV) - Dimitri Goldner
- Tales of the Unexpected "Mr Knowall" (1988) (TV) - Profesor Max Kelada
- War and Remembrance (1988) (TV) - Berel Jastrow
- SeaQuest DSV "Treasure of the Mind" (1993) (TV) - Dr. Rafik Hassan
- Time Elevator (1998) - Shalem
- Left Luggage (1998) - Sr. Apfelschnitt

## Premios y distinciones
Óscar
| Año  | Categoría            | Película                   | Resultado |
| ---- | -------------------- | -------------------------- | --------- |
| 1972 | Oscar al mejor actor | El violinista en el tejado | Nominado  |

Festival Internacional de Cine de San Sebastián
| Año  | Categoría                      | Película | Resultado |
| ---- | ------------------------------ | -------- | --------- |
| 1972 | Concha de Plata al mejor actor | Sígueme  | Ganador   |